# Флавій Варроніан
Флавій Варроніан (*Flavius Varronianus бл. 363  —після 380) — державний діяч часів пізньої Римської імперії.

## Життєпис
Син Йовіана, римського імператора, та Харіто. Народився близько 363 року. Названо на честь діда Варроніана, коміта Паннонії. У 364 році, після того як батько посів трон Римської імперії, Варроніана оголошено консулом. Втім того ж року Йовіан помер. З огляду на малий вік Варроніан не отримав трон. Натомість йому надано титул нобіліссімуса.
Замість нього став Валентиніан, що призначив імператором у східних діоцезах свого брата Валента. Останній задля попередження висування прав на трон з боку Флавія Варріонана наказав останнього осліпити на одне око.
В своїх листах про Варроніана згадує Іоанн Златоуст. Остання згадка про нього відноситься до 380 року.